# Cathedra rubricaulis
Cathedra rubricaulis är en tvåhjärtbladig växtart som beskrevs av John Miers. Cathedra rubricaulis ingår i släktet Cathedra och familjen Aptandraceae. Inga underarter finns listade i Catalogue of Life.